# Eparchie Oradea Mare

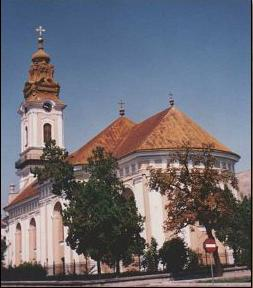
Kathedrale des Heiligen Nikolaus in Oradea

Die Eparchie Oradea Mare (lat.: Dioecesis Magnovaradinensis Romenorum, rum.: Eparhia de Oradea Mare) ist eine in Rumänien gelegene Diözese der rumänischen griechisch-katholischen Kirche mit Sitz in Oradea (Großwardein). Sie umfasst das Kreischgebiet.

## Geschichte
Papst Pius VI. gründete am 23. Juni 1777 das Bistum mit der Apostolischen Konstitution Indefessum im Gebiet des römisch-katholischen Bistums Oradea Mare. Die Region war Teil der historischen Provinz Partium und genau wie das Banat, die Südbukowina, die Region Sathmar und die Maramuresch. Sie ist nicht Bestandteil des historischen Siebenbürgen, wird aber heute (besonders in Ungarn) oft dazugezählt. Es gehört zum Großerzbistum Făgăraș und Alba Iulia.
Am 26. November 1853 verlor sie einen Teil des Territoriums an das Bistum Lugoj.
Nach dem Tod des Bischofs Valeriu Traian Frențiu, der ohne Gerichtsverfahren während der kommunistischen Verfolgung zum Tode verurteilt wurde, leitete Weihbischof Iuliu Hirțea sie aus einem Versteck heraus. Nach dem Ende der kommunistischen Diktatur wurde 1990 eine ordentliche Hierarchie wiederhergestellt.

## Dekanate
- Beiuș (ungarisch: Belényes)
- Carei (deutsch: Groß-Karol, ungarisch: Nagykároly)
- Holod
- Ierului
- Marghita (deutsch: Margarethen, ungarisch:  Margitta)
- Oradea (deutsch: Großwardein, ungarisch:  Nagyvárad)
- Supur (ungarisch: Alsószopor)
- Șimleu Silvaniei (deutsch: Schomlenmarkt, ungarisch: Szilágysomlyó)
- Tășnad (deutsch: Trestenburg, ungarisch: Tasnád)
- Zalău (deutsch: Zillenmarkt, ungarisch: Zilah)